# Világos
Világos (románul Șiria, németül Wilagosch, Hellburg 'Magyarvilágos' és Schiria 'Románvilágos') falu Romániában, Arad megyében, amely különösen a világosi fegyverletételről közismert.

## Fekvése
Aradtól 25,38 km-re északkeletre fekszik.

## Nevének eredete
Eredetileg várát hívták így (először Wy[lagos]war, 1318) és talán falainak színéről nevezték el. A helység korábban a Siri nevet viselte (Seuri, 1169 k.), amelyet a román név őrzött meg. Ez a név egyesek szerint a német Sciri személynévből, mások szerint egy régi székely siri ('tisztás') főnévből ered. A várat korábban a románban is Vilagǎșnak hívták.

## Története
A világosi ciszterci apátságot 1190-ben alapították. A település 1331-től uradalmi központ volt, Szent Márton-templomát 1403-ban említik először. A 15–16. században folyamatosan oppidumként szerepelt. Amikor 1439-ben Brankovics György szerb despota kapta adományként, uradalma a várból, öt mezővárosból, 105 faluból és ércbányákból állt. Az új király, I. Ulászló 1441-ben a várat korábban elfoglaló Maróti Lászlónak adományozta, de még ugyanazon évben visszajuttatta Brankovicsnak. Brankovics 1444-ben a sikeres szerbiai hadjáratáról visszatért Hunyadi Jánosnak ajándékozta az uradalmat, de az 1448-as rigómezei csata után elfogatta Hunyadit és kikényszerítette, hogy visszaadja. 1456-ban Hunyadi Mátyás előbb nagybátyjának, Szilágyi Mihálynak adományozta, majd 1458-ban a várba záratta az ellene szövetkező Szilágyit. Kibékülésük után az uradalom ismét Szilágyié lett, majd özvegye halála után Báthori István vajdára szállt.

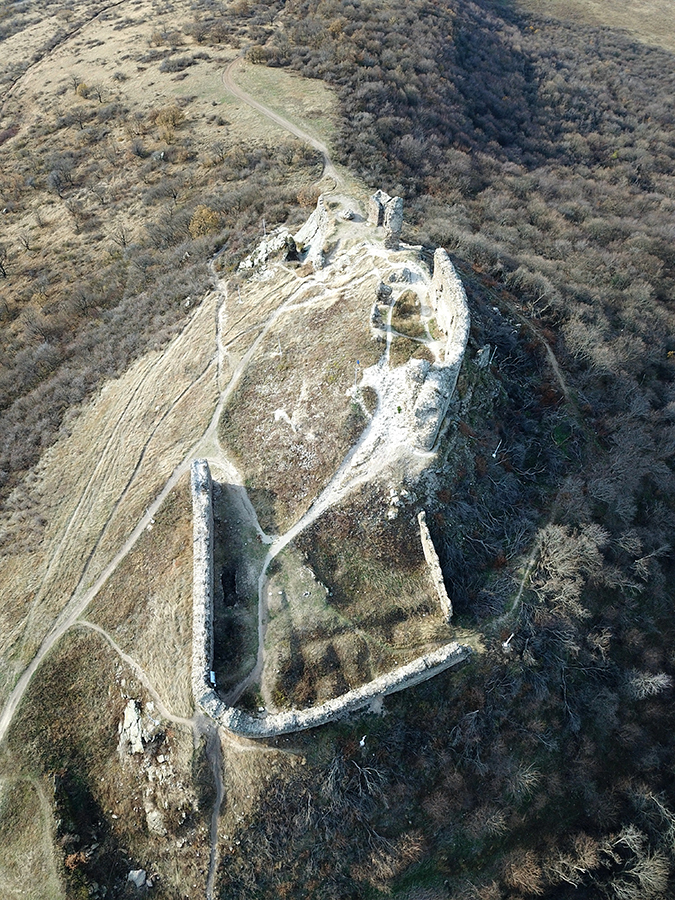
Világos vára – légi fotó

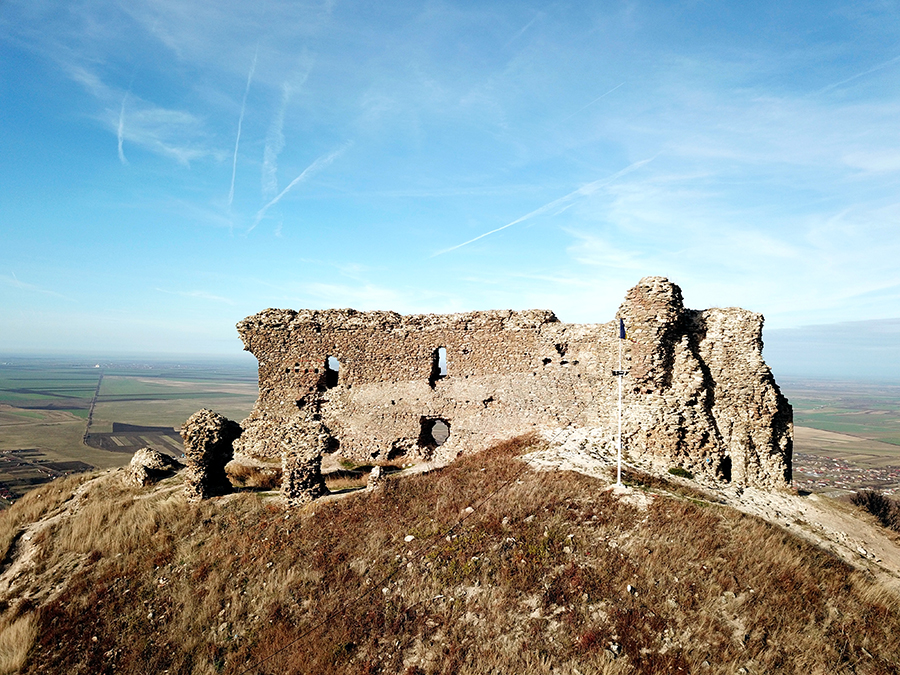
Világos vára – légi felvétel

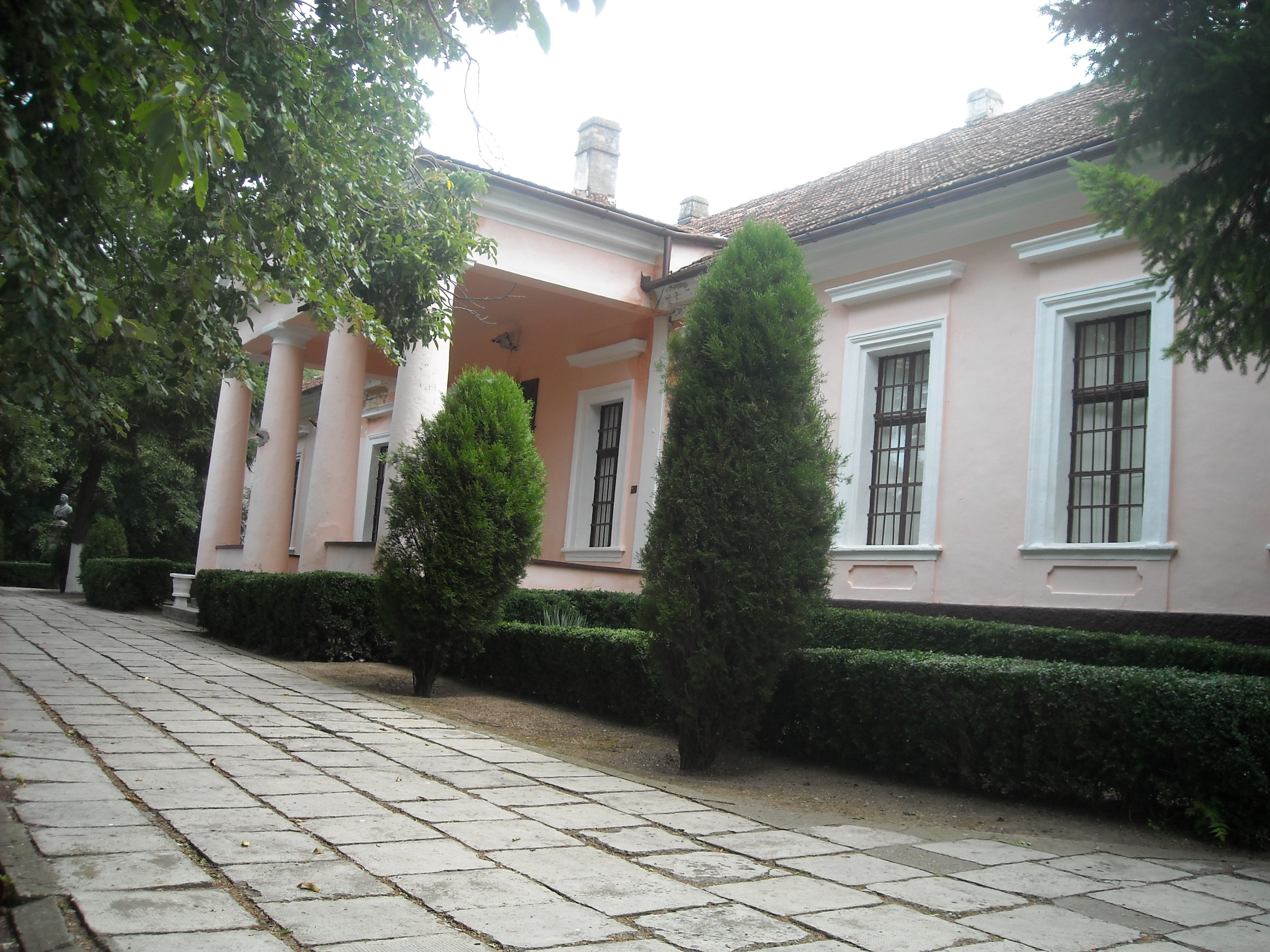
Bohus-kastély

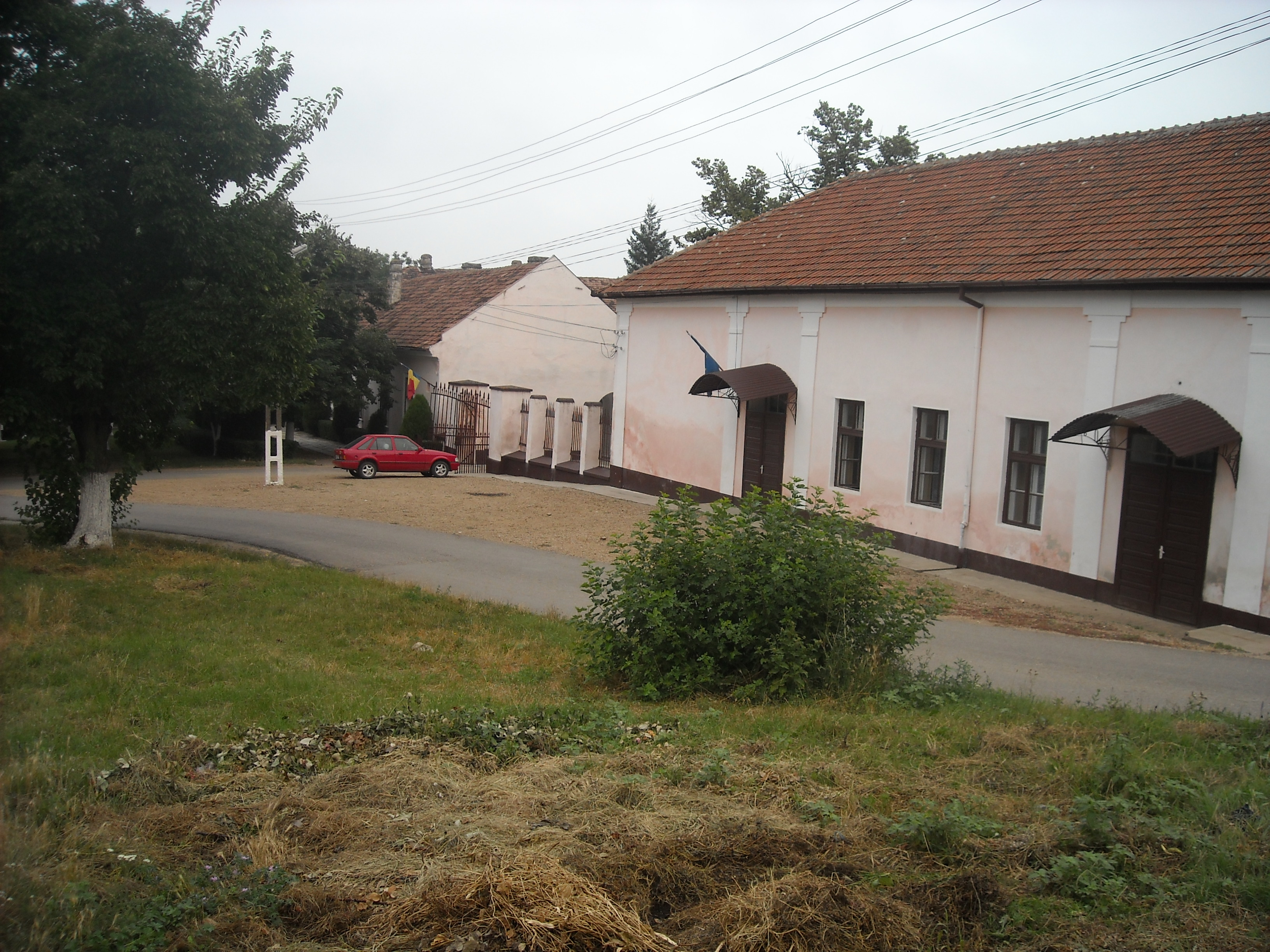

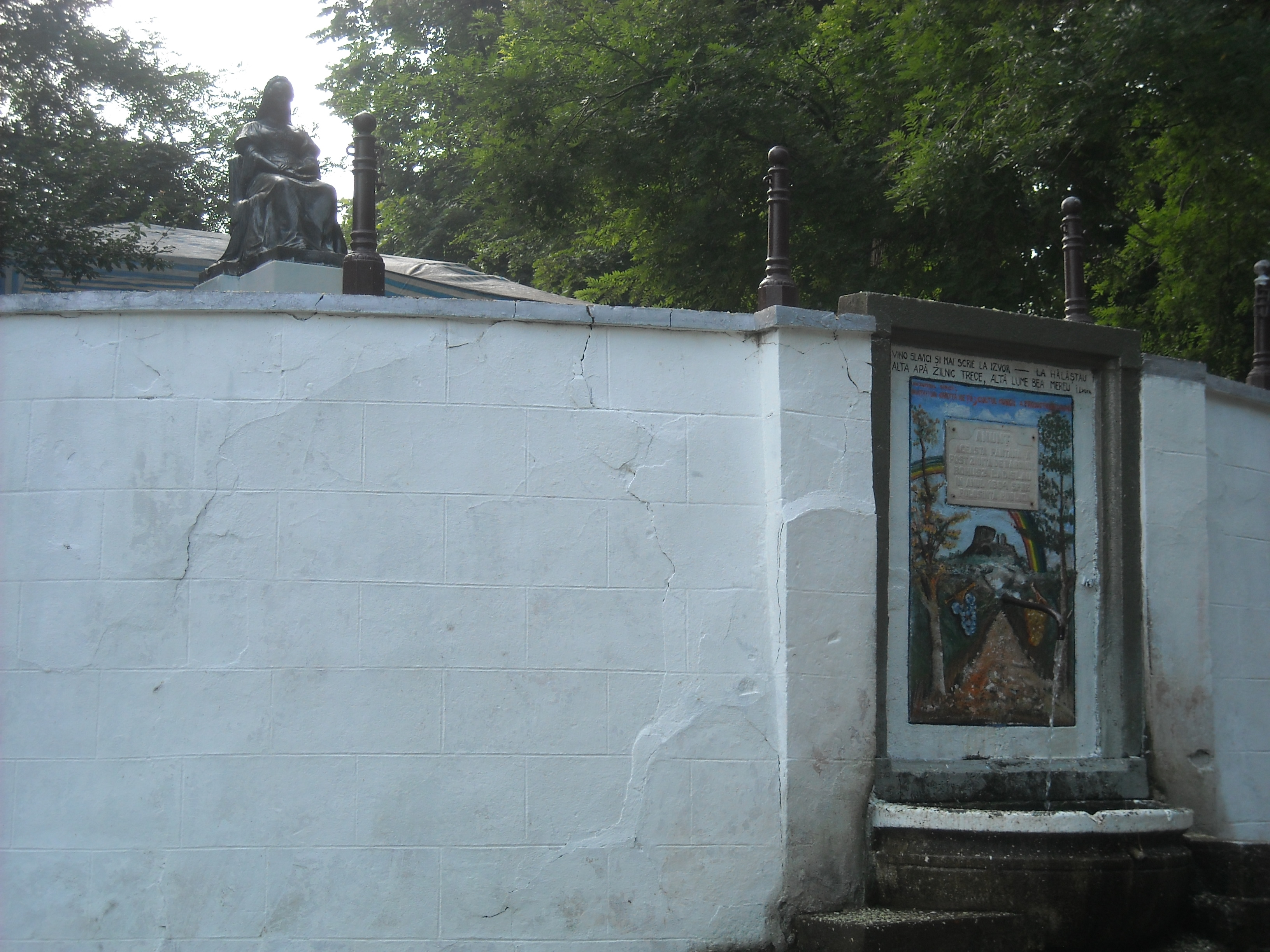
A Bohusné Szőgyény Antónia által építtetett díszkút, felette a báróné szobrával

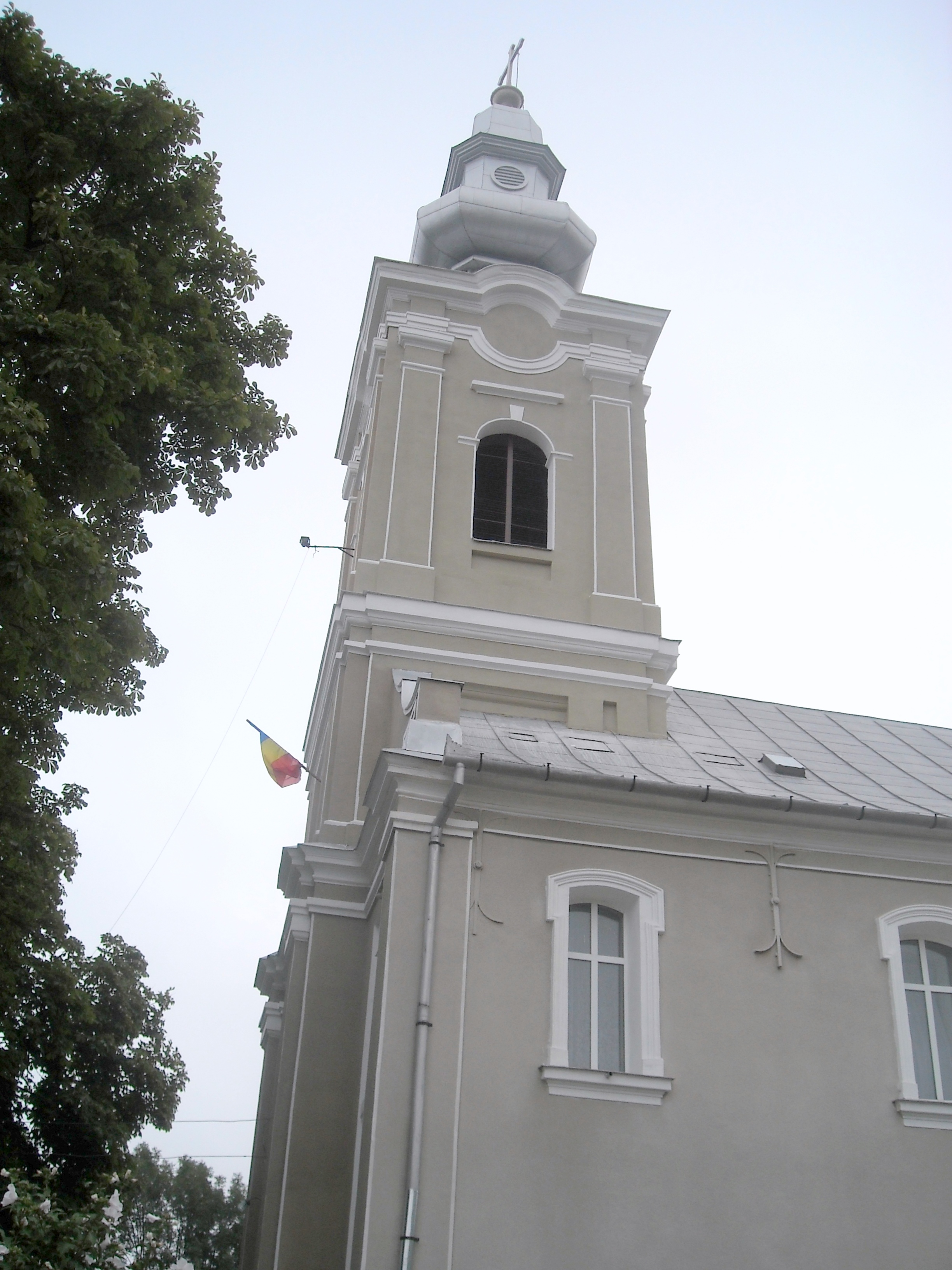
Az ortodox templom

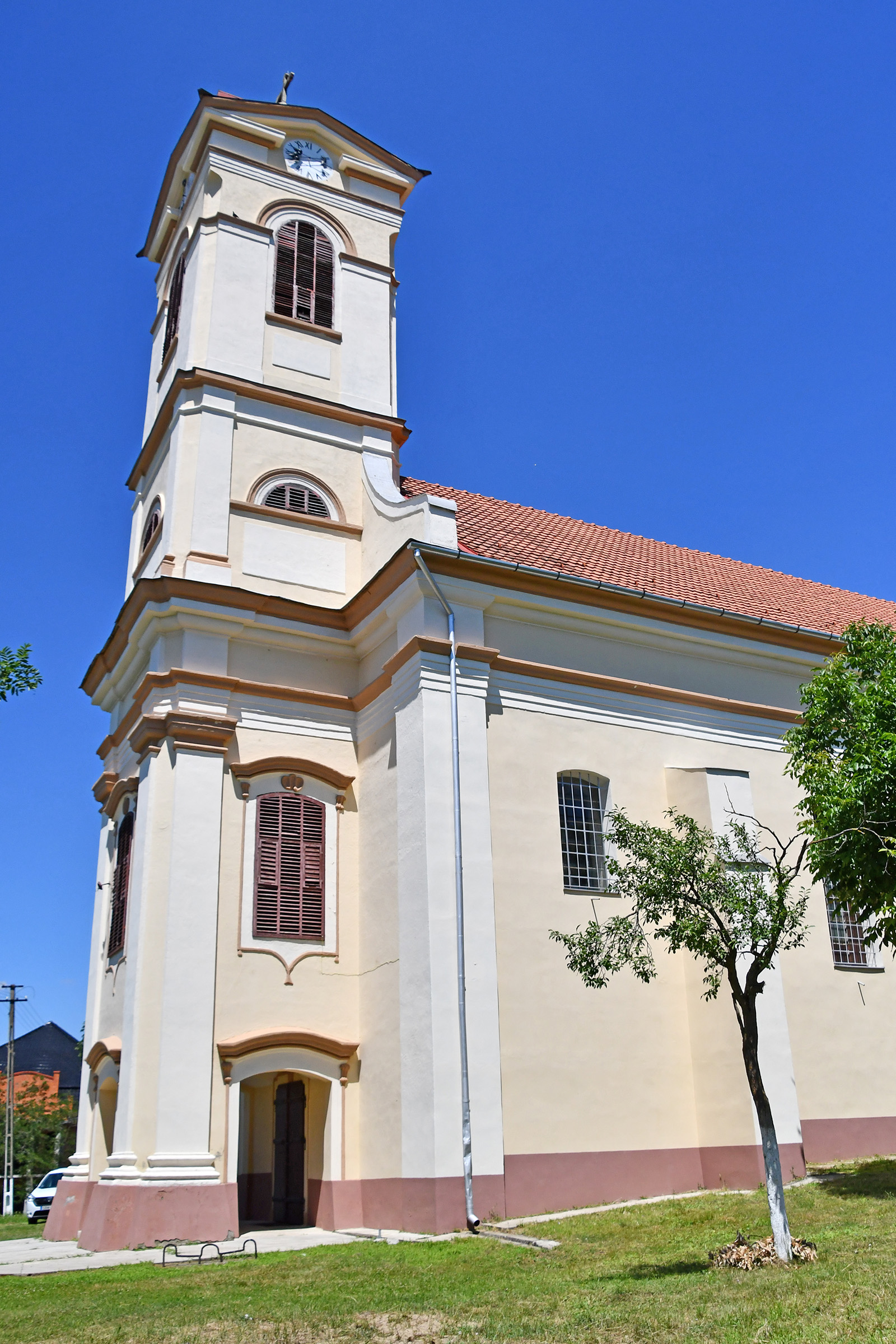
A németvilágosi római katolikus templom

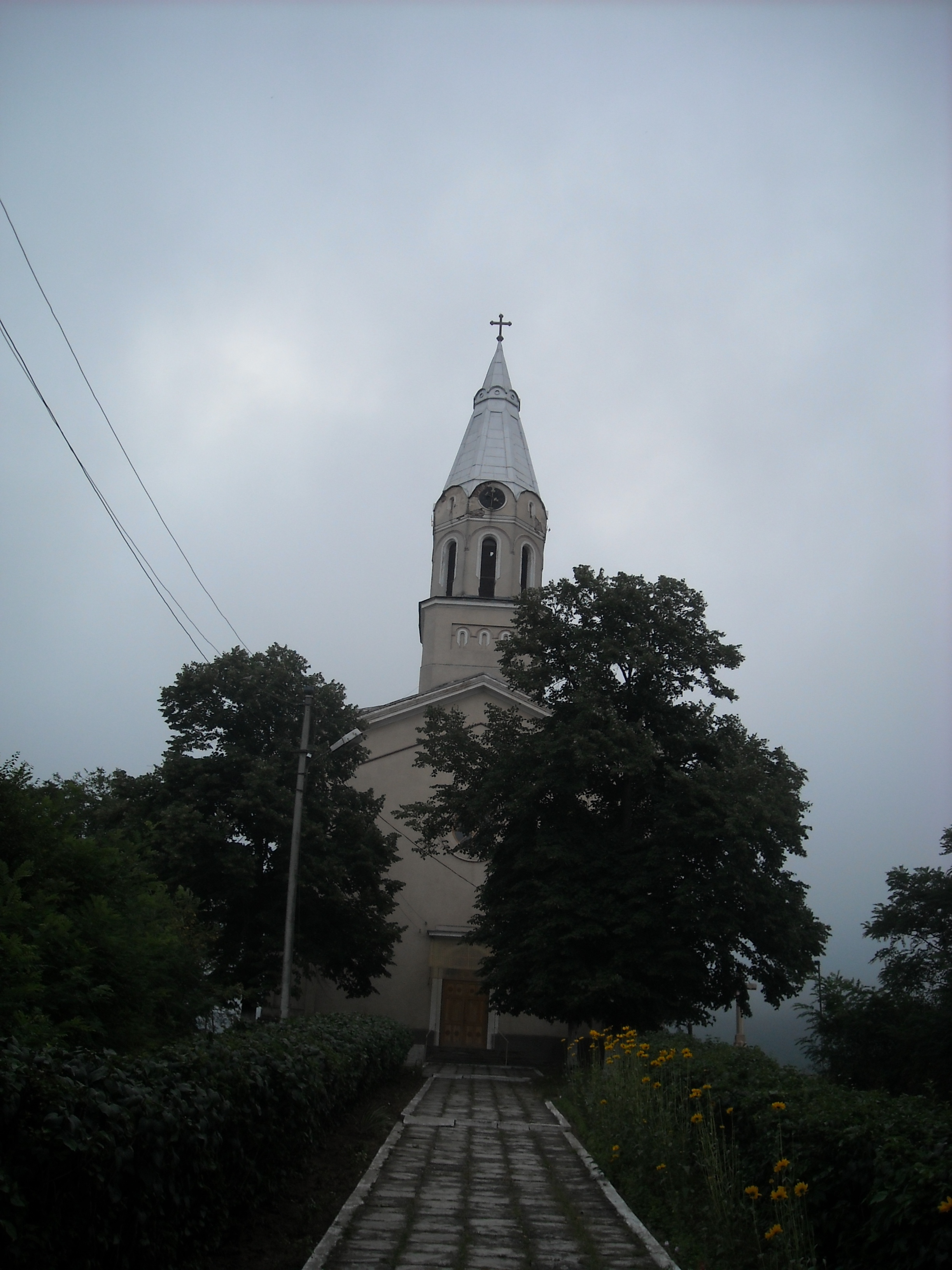
A románvilágosi görögkatolikus templom

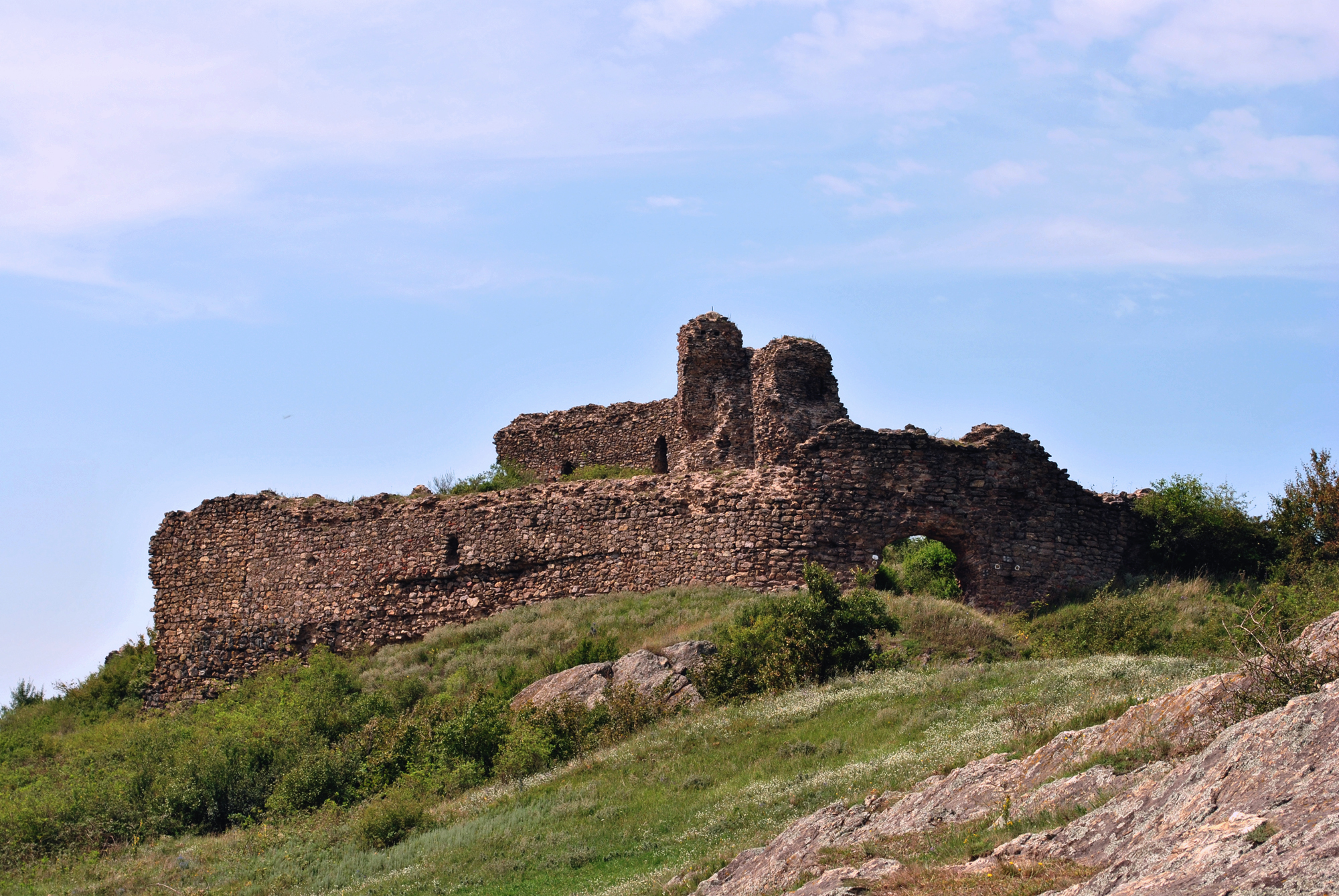
A vár részlete

1514-ben Dózsa György parasztserege ostrommal foglalta el a várat. Miután Szapolyai János visszafoglalta a parasztoktól, nem volt hajlandó visszaadni tulajdonosának, Báthori István nádornak. A mohácsi csata után visszakerült a Ferdinánd-párti Bátorihoz. 1528-ban Szapolyai felhívására egy 600 fős török sereg ostromolta, de védői Bátori várnagya, Balica vezetésével ellenálltak. 1529-ben plébánosa játszotta át a várat Szapolyai kezére. 1525-ben 51 jobbágy, 35 zsellér, 9 szolga, 5 mester és 3 szabados családfő élt Világoson.
Végül 1566-ban foglalták el a törökök és kisebb megszakításokkal a 17. század végéig birtokolták. 1660-ban Evlija Cselebi 60 házat számolt meg a várban és 45-öt a vár alatti településen. 1693-ban Sigbert Heister serege űzte ki végleg a törököket.
A török hódoltság utolsó évtizedeiben főként szerbek lakták. 1699-ben a szerb határőrezredhez csatolták. A Slavici által ismertetett helyi hagyomány szerint az első románok Olténiából költöztek be a 17. század végén. Ezt követte egy moldvai telepeshullám és a legjelentősebb, amellyel erdélyi és a Körösök vidéki románok érkeztek, már a 18. század végére esett. Ezzel szemben az ófalu lakosságának már 1745–1746-ban 4/5 része volt román és csak 1/5-e szerb. Több helybeli szerb család feltehetően az 1752-ben az Orosz Birodalom területén létrehozott Új-Szerbiába költözött, melynek északkeleti végében Vilagos néven új falut alapítottak (a mai Derijivka).
Német lakói betelepülésének ideje sem tisztázott. Egyes források szerint 70 német család már 1724–1726 között létrehozta az ófalutól északra Németvilágost. Gyakrabban említik azonban 1753-at a német betelepülés éveként, ekkor jött újra létre római katolikus egyháza is. A németek Hessenből, Elzászból, Badenből és Pfalzból érkeztek, a közösség nyelvjárása déli frank–alemann típusú volt, rajnai elemekkel. Az 1770-es években Elekről és Szentmártonból, 1839-ben a leégett Ószentannáról érkeztek újabb német telepesei. Magyarok folyamatosan költöztek be a közeli alföldi településekről. Az 1830-as években a Bohus család alföldi szlovákokat is letelepített, akik külön utcában laktak.
A 18. század elején gyorsan visszanyerte középkori jelentőségét mint uradalmi központ, mezőváros és bortermelő település. 1726-ban III. Károly király 122 faluból és 74 pusztából álló uradalmát Rinaldo de Modenának adományozta. 1746-ban megszűnt a határőrség, Világost Arad vármegyéhez csatolták, határőr lakosai jobbágyokká váltak. Évi négy országos és szerdánkénti hetivásár tartására kapott szabadalmat. Arad után a vármegye második legnépesebb települése volt, rendszeresen tartottak benne megyegyűléseket. 1749-ben Rinaldo de Modena a szlovák Bohus Imrét nevezte ki az uradalom igazgatójává, maga később visszatért Itáliába és az uradalom a kamara gondozásában maradt. 1755-ben Grassalkovich Antalé lett az uradalom. 1771-ben 475 jobbágy és 14 zsellér lakta.
1778-ban az uradalmat a zarándiért cserébe Bohus Imre kapta meg. A Bohus család ettől kezdve százötven évig legnagyobb földbirtokosa volt, akik nemesi előnevüket is innen írták. A település mai sakktáblás szerkezetét, a nyílegyenes, széles utcákkal 1782-ben alakították ki.
1834-ben görögkatolikus parókiát alapítottak benne. 1835-ben 1835-ben 23 062 holdas határának 45%-a volt szántó és rét, 17%-a gyümölcsös, 15%-a legelő, 13%-a erdő és 7%-a szőlő. Bohus János ugyanezen évben elkezdte a határ tagosítását és ennek részeként községi legelőjét föl akarta cserélni egy új, rosszabb minőségűre. A falu népe emiatt úrbéri pert indított ellene, de azt Bohus a megye előtt is megnyerte. Miután a majorságnak kijelölt volt jobbágytelkeket barázdákkal összevonatta és a falu gyűlése előtt előadta szándékait, a lakosok kivonultak a legelőre, széthányták a földmérők jelzéseit , majd leromboltak egy uradalmi hidat, betódultak az uradalom udvarára, megverték a tiszttartót, a jegyzőt lemondatták és új bírót választottak. A lázongó tömeg elől Bohus Pankotára menekült és onnan húsz lándzsást hívatott, akik feloszlatták a parasztokat, vezetőiket pedig letartóztatták. Másnap azonban az újonnan összegyűlt tömeg a lándzsásokat is megtámadta és csak az Ószentannáról segítségül hívott ötven katona tudta helyreállítani a nyugalmat.
Az 1840-es évek elején Bohusné Szőgyény Antónia német–magyar vegyes tannyelvű, katolikus iskolát alapított. Ugyanekkor már gyógyszertár is működött a településen.
Az 1848-as pesti forradalom előtt pár nappal Bohus János eltörölte a füstadót, a robotot és a dézsmát. Ennek kihirdetésekor Pop jegyző kifüggesztette Kossuth Lajos arcképét. A németek közül sokan léptek be a nemzetőrségbe, majd a honvédseregbe. Július 17-én Grigoriu Fabian görögkatolikus lelkészt választotta képviselőjének a pesti országgyűlésbe.
A nyár folyamán a román lakosság hangulata megváltozott. Szembeszálltak a nagybecskereki honvédtáborba toborzó bizottsággal és maga Bohus is kijelentette, hogy „nu-i musai” ('nem muszáj') embereket küldenie a szerb fölkelők ellen. A jegyzőt és sógorát halálosan megfenyegették, amiért „a császár ellen lázítanak”. Szeptemberben Makóról idehelyezték a Schwarzenberg-ulánusezredet, amelynek bukovinai román tisztjei tovább tüzelték román lakóit a magyar kormány ellen. Október 10-én a lakosok bántalmaztak négy gyulai nemzetőrt. A következő két hétben a helyzet kritikussá éleződött, a parasztok fegyverkezni kezdtek. Október 23-án Gál László honvédjei körbevették és ágyúzták Óvilágost, majd rohammal letörték az ellenállást. Öt lakost kivégeztek, a bírót letartóztatták.
1849 augusztus 12-én a teljhatalommal felruházott Görgei Artúr Aradról érkezett ide azzal a céllal, hogy az orosz hadsereg előtt tegye le a fegyvert. Törzskarával a Bohus-kastélyban szállt meg, ahol Rüdiger vezérkari főnökével, Frolovval tárgyalt. Itt írta alá a feltétel nélküli megadásról szóló egyezményt is. Magára a fegyverletételre másnap a szőllősi mezőn került sor.
A leszerelt honvédek közül sokan betyárbandákba tömörültek a környező erdőkben. Görgei unokatestvére, Bohusné Szőgyény Antónia segélyakciót vezetett és a börtönökbe zárt rabokat látogatta, amiért Haynau többször magához hívatta. Bohusné tevékenysége miatt férjével is szembekerült, Bohus János ugyanis a bécsi udvari politika híve volt és alkalmazottai között magyarokat nem, csak szlovákokat és románokat tűrt meg.
1851-ben a lakosság kérvényt küldött Ferenc Józsefhez, hogy mentse fel őket a szőlődézsma alól. 1852-ben marháikat az urasági legelőkre hajtották, emiatt egy századnyi állandó helyőrséget helyeztek ide Aradról.
Az 1850-es években két, független községre – Románvilágosra (Óvilágos) és Magyarvilágosra – osztották, mégpedig úgy, hogy az ortodox és görögkatolikus vallásúak, bárhol éltek is a településen belül, az előbbihez, az egyéb vallásúak pedig az utóbbihoz tartoztak. A kiegyezés után rövid időre egyesítették a két községet, majd ismét szétváltak. 1897-ben egyesültek véglegesen.
Az 1861-es választáson Bohus Zsigmond ellenében Gheorghe Popa vármegyei alispánt választották országgyűlési képviselőnek. 1865-ben Bohus János a saját és az Anton Mocsonyi párthívei közötti, emberéletet is követelő összecsapások miatt visszalépett és így közfelkiáltással választották meg képviselővé Mocsonyit.
1880-ban Arad vármegye egyik járásának székhelye lett.
1882-ben a Bohus család konyakgyárat létesített Magyarvilágoson. A gyár különleges terméke volt a dinnyelikőr. 1884–1885-ben a filoxérajárvány szőlőterületét 1260 hektárról 420 hektárra csökkentette. Az ellenálló amerikai fajtákkal szemben a román gazdák bizalmatlanok voltak és szőlőik nagy részét eladták a németeknek. Ezt követően a legnagyobb területen magyarádi mustos és az olaszrizling töveket termesztettek.
1895-ben a Bohus-uradalom a helység és Újszentanna között, Földvár, Barnazel, Bariót, Liváda és Zsumboly puszták körül terült el és főként bérlők művelték meg. Ugyanezen évben a család világosi ágát bárói rangra emelték.
1899 tavaszán tizenkét földmunkást, románokat, magyarokat és németeket tartóztattak le, akik nem voltak hajlandóak munkaszerződést aláírni. Április 26-án több száz fős tömeg gyűlt össze a községháza előtt és a kiszabadításukat követelte. Kivezényelték a csendőrséget, mire az emberek kövekkel törték be az ablakokat és ostrommal fenyegették az épületet. Este a főszolgabíró elengedte a letartóztatottakat. Másnap egy vármegyei tisztviselő érkezett katonaság kíséretében Aradról és a tizenkét munkással aláíratták a munkaszerződést.
1905 és 1918 között a Ștefan Cicio Pop képviselte kerületét az országgyűlésben. 1909-ben érte el a vasút. 1912-ben 21 837 kataszteri holdnyi határának 19%-a volt a közbirtokosságé, az iskoláké és különböző falusi társaságoké, 34%-a magyar, 26%-a román, 20%-a pedig német nemzetiségű tulajdonosoké.
1919. február 7-én bevonult a Székely Hadosztály egyik százada és kivégezték a helyi román nemzeti tanács vezetőjét, Gheorghe Hotǎran tartalékos hadorvost. Április 17-én vonult be a román hadsereg.
A két világháború között konyakgyárát a Zwack cég működtette. 1927-ben, a földreform végrehajtása előtt legnagyobb birtokosai a közbirtokosság (14%), br. Bohus Lajos és László (10%) és gr. Victor Breda (9%) voltak. A helyi birtokosok határának további 10%-át tulajdonolták, a többit az intézmények és a bebíró (nem helyi illetőségű) birtokosok.
1944. szeptember 14-én elfoglalta az I. Horthy Miklós páncéloshadosztály egyik százada. A lakosság az erdőbe menekült. A visszavonulás után egy húszfős egység még tovább harcolt a vár romjai között.

## Népessége
- 1900-ban 6694 lakosából 4342 volt román, 1277 magyar és 1025 német anyanyelvű; 3670 ortodox, 2077 római katolikus, 718 görögkatolikus, 111 zsidó és 88 református vallású. A lakosság 41%-a tudott írni-olvasni, és a nem magyar anyanyelvűek 20%-a beszélt magyarul.
- 2002-ben 5007 lakosából 3851 volt román, 839 cigány, 201 magyar és 87 német nemzetiségű; 3714 ortodox, 704 pünkösdista, 279 római katolikus, 223 baptista és 123 adventista vallású.

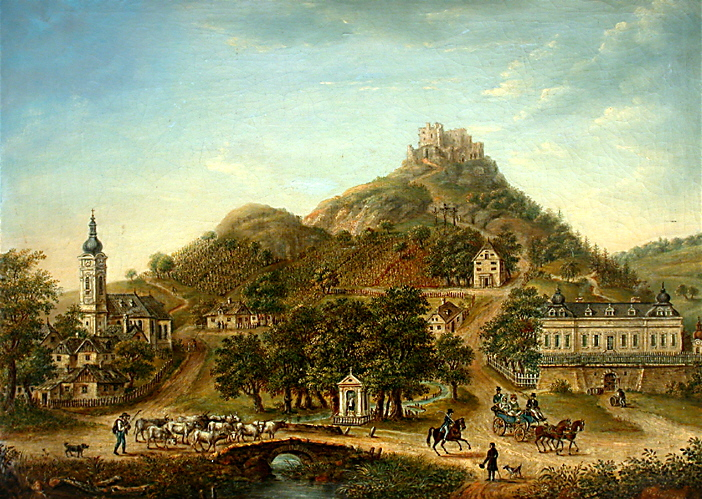
A 19. század első felében készült festmény Németvilágost ábrázolja, jobbról a kastéllyal, balról a római katolikus templommal, felettük a várrommal

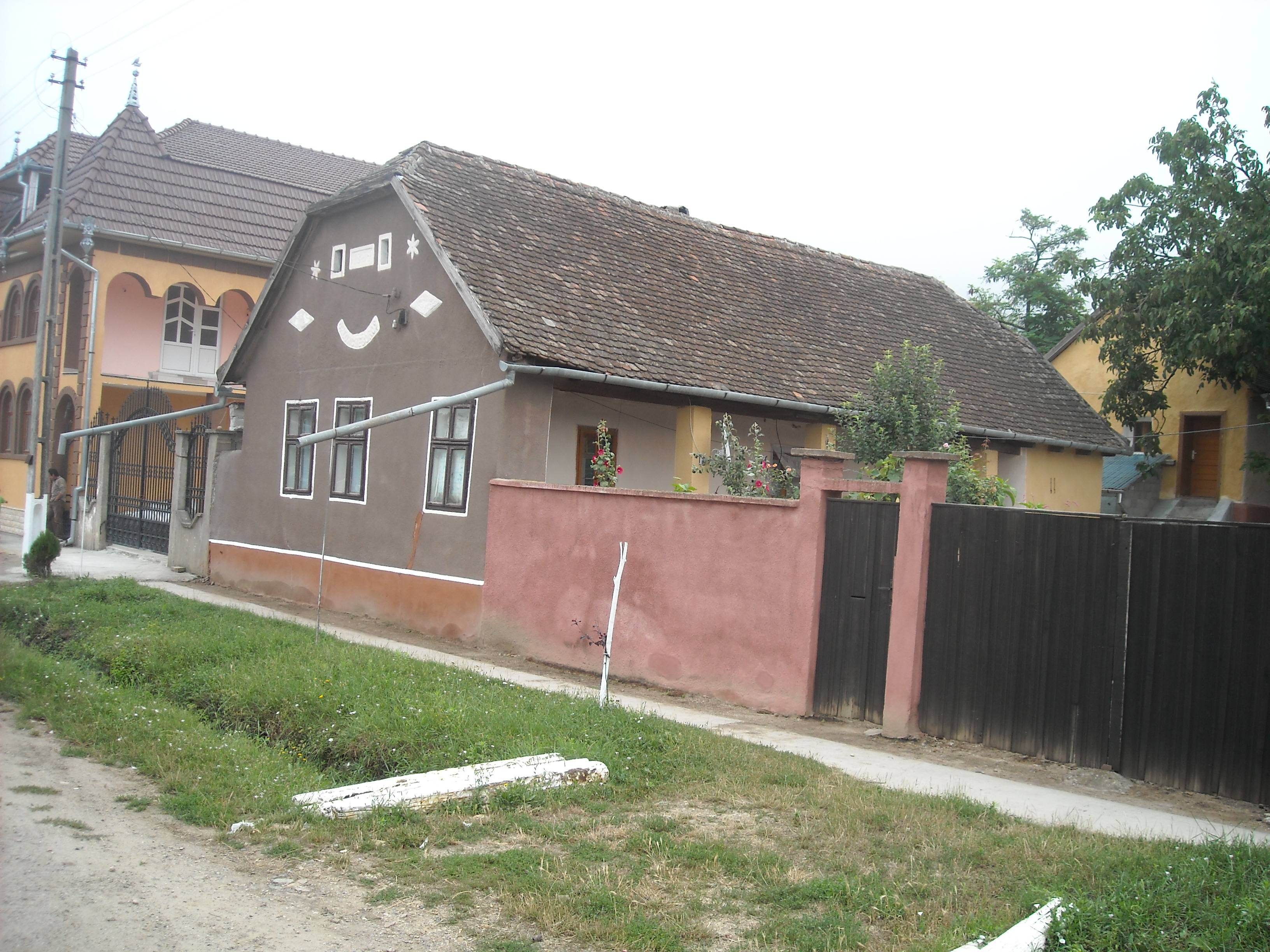
19. század végi románvilágosi ház (Gheorghe Boroș építtette 1884-ben)

## Látnivalók
- Világosvár romjai a 496 m magas várhegyen állnak. Kezdetben királyi vár volt, várnagyai egyben a zarándi ispán tisztjét is betöltötték. 1330-ban várnagya, Dezső mentette meg Károly Róbert életét. 1458 őszétől 1459 júniusáig itt raboskodott Szilágyi Mihály, amikor szakácsa, Lábatlan Gergely megszöktette. 1514-ben a parasztsereg, 1528-ban a törökök ostromolták. 1551-ben királyi kézre került, 1566-ban a törökök szállták meg. Az 1570-es években száznál kevesebb török állomásozott benne. 1588-ban palánkot emeltek köré. 1595-ben Borbély Gábor lugos–karánsebesi bán foglalta vissza és az erdélyiek kezén maradt 1606-ig. 1613-ban Petneházi István tizennégy napig ágyúzta, de nem tudta bevenni. 1614-ben az erdélyiek visszafoglalták, de fellázadt őrsége 1615-ben a lippai pasának engedte át. Evlija Cselebi látogatásakor falai festve voltak. 1693-ban Sigbert Heister tábornok serege szabadította fel. 1779-ben Bél Mátyás már nagyrészt romosnak írja. 1784-ben, a Horea-felkelés idején ép részeit is felrobbantották, hogy a felkelők ne foglalhassák el. 1944 őszén ide vette be magát az I. Horthy Miklós Páncéloshadosztály egy visszamaradt egysége.
- A földszintes, klasszicista Bohus-kastély 1824 és 1838 között épült, jórészt a vár köveinek felhasználásával. Itt írta alá Görgei Artúr a feltétel nélküli megadásról szóló egyezményt 1849. augusztus 12-én. Ma Ioan Slavici és Emil Monția emlékmúzeumának ad otthont, de látható benne Görgei íróasztala is.
- A Vasile Alecsandri utca 6. szám alatt középkori kápolna romjai.
- Római katolikus temploma a középkori apátság helyén áll. 1753-ban épült, 1839-ben felújították.
- Régi ortodox temploma 1769-ben épült, egy korábbi fatemplom helyén. Ikonosztázát 1788–1789-ben festette az aradi Stefan Tenecki mester.
- Bohusné Szőgyény Antónia által 1884-ben fölállított közkút, a báróné 1910-ben készült szobrával.
- A feredői (Feredeu) ortodox remetekolostor egy csodatévő erejűnek vélt forrás mellett, 345 méteres tengerszint feletti magasságban található. 1931-ben, valószínűleg egy 18. századi kolostor helyén alapították.[3] A forrás vizét különösen szembajok ellen ajánlják. Búcsúját Szent Györgykor, április 23-án tartják.

## Gazdaság
Borászat. Szőlőhegyén fehér borszőlőt termesztenek, hagyományos fajtái a mustos fehér, a bakator, az aprófehér, a sárfehér, a purpureászka és az ezerjó.

## Híres emberek
- Itt született 1792. január 29-én Kassics Ignác jogtudós.
- Itt élt 1824–1825-ben és 1826–1838-ban Fábián Gábor író, a Bohus család ügyvédjeként.
- Itt született 1827-ben Sigismund Borlea politikus.
- Itt született 1848. január 18-án Ioan Slavici író.
- Itt született 1861-ben Iuliu Traian Mera író.
- Itt született 1864-ben Ioan Rusu Șirianu publicista és politikus.
- Itt élt Emil Monția zeneszerző.

## Testvértelepülése
- Pusztaottlaka, Magyarország